# Philippe Müller
Philippe Müller (* 17. August 1963 in Bern) ist ein Schweizer Politiker (FDP) und seit Juni 2018 Regierungsrat und Vorsteher der Sicherheitsdirektion des Kantons Bern. 2023/24 war er Regierungspräsident.

## Biografie
Philippe Müller ist in Stettlen aufgewachsen. Nach der Maturität am Gymnasium Kirchenfeld in Bern studierte er an der ETH Zürich sowie an der Universität Bern und erlangte die Abschlüsse in Agronomie und Rechtswissenschaften sowie das Staatsexamen als Fürsprecher/Rechtsanwalt. Danach arbeitete er in einem landwirtschaftlichen Versuchsbetrieb, am Amtsgericht und später in einem Berner Advokaturbüro. Von 1996 bis 1998 war Müller politischer Sekretär des Generalsekretariates der FDP Schweiz. Ab 1998 war er für vier Jahre in einem Advokaturbüro und von 2002 bis zu seiner Wahl in den Regierungsrat bei der CSL Behring AG in Bern tätig (ab 2004 als Mitglied der Geschäftsleitung). In der Schweizer Armee erreichte er den Dienstgrad Major (aD).
Müller lebt in einer Partnerschaft, ist Vater einer erwachsenen Tochter und wohnt in Bern.

## Politische Karriere
Seit 1992 ist Müller Mitglied der FDP. Von 2001 bis 2010 war er Mitglied im Berner Stadtrat, 2005 als Stadtratspräsident. Er war von 2007 bis 2010 Fraktionspräsident und von 2010 bis 2018 Mitglied im Grossen Rat des Kantons Bern. Von 2013 bis 2017 präsidierte er die FDP Stadt Bern – zeitgleich war er Vizepräsident FDP Kanton Bern. Seit 1. Juni 2018 ist er im Amt als Regierungsrat und Sicherheitsdirektor des Kantons Bern. Bei den Wahlen 2022 wurde er im Amt bestätigt. Am 5. Juni 2023 wurde er vom Grossen Rat für ein Jahr zum Regierungspräsidenten gewählt. Bei den Wahlen 2026 kandidiert er erneut.

## Fussnoten
1. 1 2  Philippe Müller. In: Kanton Bern. Abgerufen am 18. Januar 2024.
2. ↑  Kanton Bern: Philippe Müller kandidiert erneut. In: derbund.ch. 27. Februar 2025, abgerufen am 27. Februar 2025.

| Personendaten    | Personendaten                                  |
| ---------------- | ---------------------------------------------- |
| NAME             | Müller, Philippe                               |
| KURZBESCHREIBUNG | Schweizer Politiker (FDP), Sicherheitsdirektor |
| GEBURTSDATUM     | 17. August 1963                                |
| GEBURTSORT       | Bern                                           |